# Dimitri Meeks
Dimitri Meeks (* 29. Dezember 1941 in Paris) ist ein französischer Ägyptologe.

## Leben
Dimitri Meeks wurde in den Jahren 1956 bis 1960 unter der Anleitung von Michel Malinine (Paris) erstmals in die hieratische und demotische Schrift sowie in die Ägyptologie allgemein eingeführt. Meeks hörte in den Jahren 1960 bis 1968 an der École pratique des hautes études (EPHE), dann erneut bei Michel Malinine sowie bei Georges Posener und Jean Yoyotte, und promovierte mit einer Dissertation über die Art der Gaben und ihre Ökonomie im großen Text des Tempels von Edfu. In den Jahren 1968 bis 1971 erhielt er, zusammen mit Georges Castel und Claude Traunecker, in Deir el-Medineh eine praktische Ausbildung als Feldarchäologe. In den Jahren 1971–1972 folgte unter der Anleitung von Jean Leclant eine Bearbeitung meroitischer Texte, welche dieser in den Jahren 1964 bis 1970 im Rahmen der von Michela Schiff Giorgini und Clément Robichon durchgeführten Grabungen in Sedeinga aufgenommen hatte.
Nach seiner Promotion war Dimitri Meeks in den Jahren 1972–1986 zunächst als wissenschaftlicher Mitarbeiter, dann als Forschender und schließlich als Direktor des Centre national de la recherche scientifique (CNRS) tätig und lehrte an der Seite von Jean Yoyotte an der École pratique des hautes études (EPHE). In dieser Zeit veröffentlichte er aus eigenen Mitteln eine in drei Bänden erschienene Lexikographie zur altägyptischen Sprache und Literatur. Nachdem er das Erscheinen dieser Reihe jedoch aus Kostengründen einstellen musste, wandte er sich auf Bitten von Nadine Sauneron der Bearbeitung des sogenannten Delta Papyrus zu. Diese besser als Papyrus Brooklyn 47.218.84 bekannte Sammlung altägyptischer Mythen und Legenden der Saitenzeit sollte fortan das Zentrum seiner wissenschaftlichen Bemühungen bilden.
Der von Charles Edwin Wilbour erworbene Papyrus Brooklyn 47.218.84 stammt vermutlich aus Funden, welche Édouard Naville 1887 in Heliopolis gemacht hatte, und war 1947 von Theodora Wilbour dem Brooklyn Museum gestiftet worden. Serge Sauneron hatte eine Kopie angefordert und in den Jahren 1966 bis 1968 mit den Vorarbeiten für eine erste Veröffentlichung dieses „Papyrus du Delta“ begonnen, doch wurde seine weitere Bearbeitung durch dessen plötzlichen Tod verhindert. So waren Bernard Bothmer und Robert Steven Bianchi, die Kuratoren des Brooklyn Museum, auf Wunsch von Nadine Sauneron an Dimitri Meeks herangetreten und vertrauten ihm die Veröffentlichung dieses Textes an. Auf der Basis einer vornehmlich von Michel Malinine, sowie Georg Möller und Ursula Verhoeven bereitgestellten hieratischen Paläographie gelang Meeks eine vorzügliche Bearbeitung dieses ausgezeichnet erhaltenen Papyrus. Nach fast 30 Jahren Bearbeitungszeit verfügt die Ägyptologie nun über ein altägyptisches Handbuch, welches erstmals die Mythologie der Landschaft des unterägyptischen Nildeltas enthält.
Einen wesentlichen Teil der Arbeiten am Papyrus Brooklyn 47.218.84 nahm Meeks am Centre Camille-Jullian in Aix-en-Provence vor, wo er in den Jahren 1990 bis 2006 als Angestellter des CNRS, zuletzt mit dem Titel eines Direktors, tätig war. Hier verfassten er und seine Frau Christine Favard-Meeks ihr gemeinsames Standardwerk über das Alltagsleben der ägyptischen Götter, welches, in Paris veröffentlicht, mehrere Auflagen und Übersetzungen erfuhr. Ebendort wendete sich Dimitri Meeks zudem einem weiteren Thema aus dem Nachlass Serge Saunerons zu, nämlich den noch nicht veröffentlichten Inschriften im Bereich der Architrave des Pronaos des Tempels von Esna. Auch für diese Bearbeitung schöpfte er zunächst einmal aus der von Georg Möller und Ursula Verhoeven erstellten hieratischen Paläographie. Neben weiteren Arbeiten von Franc̣̣oise Le Saout und Claude Traunecker zieht Meeks hier nun zudem die von Nicolas Grimal und Jochen Hallof sowie Dirk van der Plas erstellte Zeichen-Liste heran. Während sich Hallof diesbezüglich nun insbesondere den noch ausstehenden Inschriften der römischen Kaiser widmete, nahm Meeks aus Esna vornehmlich jene Texte auf, welche sich auf die Aspekte des Kenmet und der Göttin Nut sowie die Astronomie und ihre Kosmogonie beziehen, wobei er sich auf eine Untersuchung stützte, welche durch Alexandra von Lieven erstellt wurde. Letztere verfasste denn auch eine sehr kenntnisreiche Rezension bezüglich des von Meeks erstellten Werkes über die Architrave des Tempels von Esna.
Nachdem Dimitri Meeks in den Jahren 2004 und 2006 seine beiden Hauptwerke publiziert hatte, wandte er sich einem altägyptisch-französischen Wörterbuch zu, welches bereits vor dem Erscheinen des ersten Bandes einige Berühmtheit erlangt hatte, wie Christian Leitz dazu bemerkte. Tatsächlich war der erste Teil dieses mit der Unterstützung von Frédéric Servajean und Isabelle Régen sowie Bernard Mathieu herausgegebenen Dictionnaire sehr bald vergriffen, sodass es als digitales Format in open access gegeben wurde. Sofern es ihm seine Zeit erlaubte, wandte er sich nun zudem der nubischen Kerma-Kultur zu und studierte erneut die Feldforschungen seiner früheren Kollegen Fred Wendorf und Jean Leclant, wie aus einer 2018 im Auditorium des Louvre gehaltenen Vorlesung hervorgeht.
Er ist mit der Ägyptologin Christine Favard-Meeks verheiratet.

## Veröffentlichungen (Auswahl)
- zusammen mit Christine Favard-Meeks: La vie quotidienne des dieux égyptiens (= La vie quotidienne.). Hachette, Paris 1993, ISBN 2-01-018556-0.
- Mythes et légendes du Delta: d’après le papyrus Brooklyn 47.218.84 (= Mémoires. Institut franc̣̣ais d’archéologie orientale du Caire. [MIFAO] Band 125). Institut français d’archéologie orientale, Kairo / Paris 2006, ISBN 2-7247-0427-4.[25]